# زانکت زیگموند ایم زلراین
زانکت زیگموند ایم زلراین (به آلمانی: Sankt Sigmund im Sellrain) یک منطقهٔ مسکونی در اتریش است که در اینسبروک لند واقع شده‌است. زانکت زیگموند ایم زلراین ۱۰۲٫۳ کیلومتر مربع مساحت دارد ۱٬۵۱۳ متر بالاتر از سطح دریا واقع شده‌است.